# Blair Lee III
Francis Preston Blair Lee III, född 19 maj 1916 i Silver Spring i Maryland, död där 25 oktober 1985, var en amerikansk demokratisk politiker. Han var viceguvernör i delstaten Maryland 1971–1979. På grund av guvernör Marvin Mandels korruptionsskandal fick Lee tjänstgöra som tillförordnad guvernör från 4 juni 1977 till 15 januari 1979.
Blair Lee III härstammade från kända politikersläkter. Bland hans anfäder fanns både Richard Henry Lee och Francis Preston Blair.
Lee utexaminerades 1938 från Princeton University och deltog i andra världskriget som officer i USA:s flotta. År 1944 gifte han sig med Mathilde "Mimi" Boal som 1943 hade avlagt sin kandidatexamen i kemi vid Bryn Mawr College. Hennes far Pierre de Lagarde Boal hade tjänstgjort som USA:s ambassadör i Nicaragua och Bolivia; som resultat av livet som diplomatdotter talade Mimi både franska och spanska flytande.
Maryland hade inte haft någon viceguvernör sedan 1860-talet. Blair Lee III tillträdde det återinrättade viceguvernörsämbetet år 1971 och efterträddes 1979 av Samuel Bogley.
År 1977 var guvernör Marvin Mandel tvungen att ta ledigt för att förbereda sig för sin rättegång. Mandel hade hand om sitt ämbete ännu i två dagar före ämbetsperiodens slut i januari 1979. Under tiden hade Lee haft hand om regeringsangelägenheterna i Maryland.